# أماندا إل غولبيك
أماندا غولبيك إحصائيةٌ وعالمةٌ اجتماعيةٌ وزعيمةٌ أكاديمية، وهي معروفةٌ بكتابها «القيادة والمرأة في الإحصاء»، وكتابها عن إليزابيث سكوت، المعادلة: إليزابيث إل. سكوت في بيركلي. وهي معروفة بتعريفها الرائد للحساب الصحي.
تعمل غولبيك أستاذةٌ جامعية في قسمِ الإحصاءِ الحيوي والعميدِ المساعد للشؤونِ الأكاديميةِ في كلية فاي دبليو بوزمان للصحة العامة في جامعة أركنسو للعلوم الطبية. وهي رئيسة لجنةِ البيانات AMS-ASA-MAA-SIAM، التي تشرفُ على المسحِ السنوي لعلوم الرياضيات، بالإضافة إلى كونها عضوًا في هيئة تحرير مجلة (Significance)  في السابق، كانت نائبة الرئيس للشؤون الأكاديمية في مجلس حكام ولاية كانساس، وواحدة من سبعة عشر إحصائيًا أمريكيًا من النساء المعروفين في عام 2016 وقد شغلن منصبًا قياديًا أكاديميًا كبيرًا.

## التعليم بالنسبة لغولبيك
حصلت غولبيك على درجة البكالوريوس في علم الإنسان من كلية جرينل في عام 1974، وماجستير في علم الإنسان من جامعة كاليفورنيا (بيركلي) في عام 1977 ، وماجستير في الإحصاء من جامعة كاليفورنيا - بيركلي في عام 1979.ثم حصلت على درجة الدكتوراه في الإحصاء الحيوي من جامعة كاليفورنيا (بيركلي)عام 1983 مع إليزابيث سكوت كمستشارة لها.أطروحتها، النظرية الإحصائية لجدول حياة للخصوبة البشرية، أشرف عليها تشين لونج تشيانج. لديها شهادات في المفاوضات من كلية كينيدي بجامعة هارفارد في عام 2006، وقيادة الجمعية الأمريكية لكليات وجامعات الدولة في عام 2001، والإدارة التعليمية في كلية الدراسات العليا بجامعة هارفارد في عام 1997.

## الجوائز والتكريمات التي حصلت عليها غولبيك
في عام 1999، حصلت غولبيك على جائزة خريجي كلية جرينل  في عام 2011، تم انتخابها لتكون زميلة في جمعية الإحصاء الأمريكية، "للقيادة ذات التأثير الكبير، خاصة بالنسبة للتغييرات التنظيمية والنظامية الهامة في العديد من المؤسسات الأكاديمية.  لإرشادها المثالي لأعضاء هيئة التدريس والطلاب المبتدئين؛  لعملها الرائد في الحساب الصحي.  وللإسهامات المهمة في البحث في الصحة العامة والطب.
في عام 2011، تم انتخابها لعضوية المعهد الدولي للإحصاء. في عام 2016 حصلت على جائزة فولبرايت التخصصية جامعة لاتفيا في ريغا.
  كما مُنحت غولبيك جائزة لجنة رؤساء الجمعيات الإحصائية إليزابيث إل سكوت في نفس العام، «لجهودها المتميزة في تعزيز وضع المرأة والأقليات، وتعزيز فرص القيادة الجديدة للنساء والرجال، وتعزيز التنوع على جميع المستويات،  والدعوة إلى مناخ أكثر شمولية وانفتاحًا وداعمًا في العلوم الإحصائية».  كانت المستفيدة الثالثة عشرة لهذه الجائزة التي انطلقت عام 1992.